# 발카시

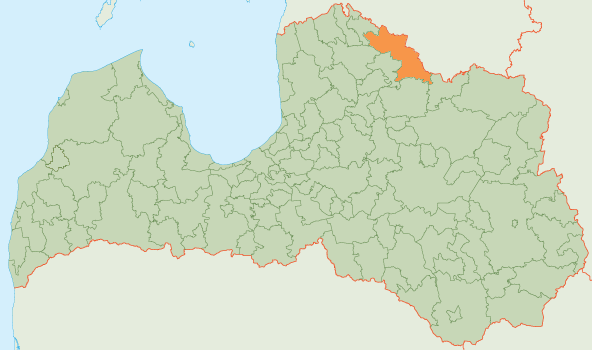
발카 시의 위치

발카시(라트비아어: Valkas novads)는 라트비아의 지방 자치체로 행정 중심지는 발카이며 면적은 910.3km2, 인구는 10,678명(2009년 기준), 인구 밀도는 12명/km2이다. 1개 도시, 5개 교구를 관할한다.

## 같이 보기
- 라트비아의 행정 구역